# Neghiah

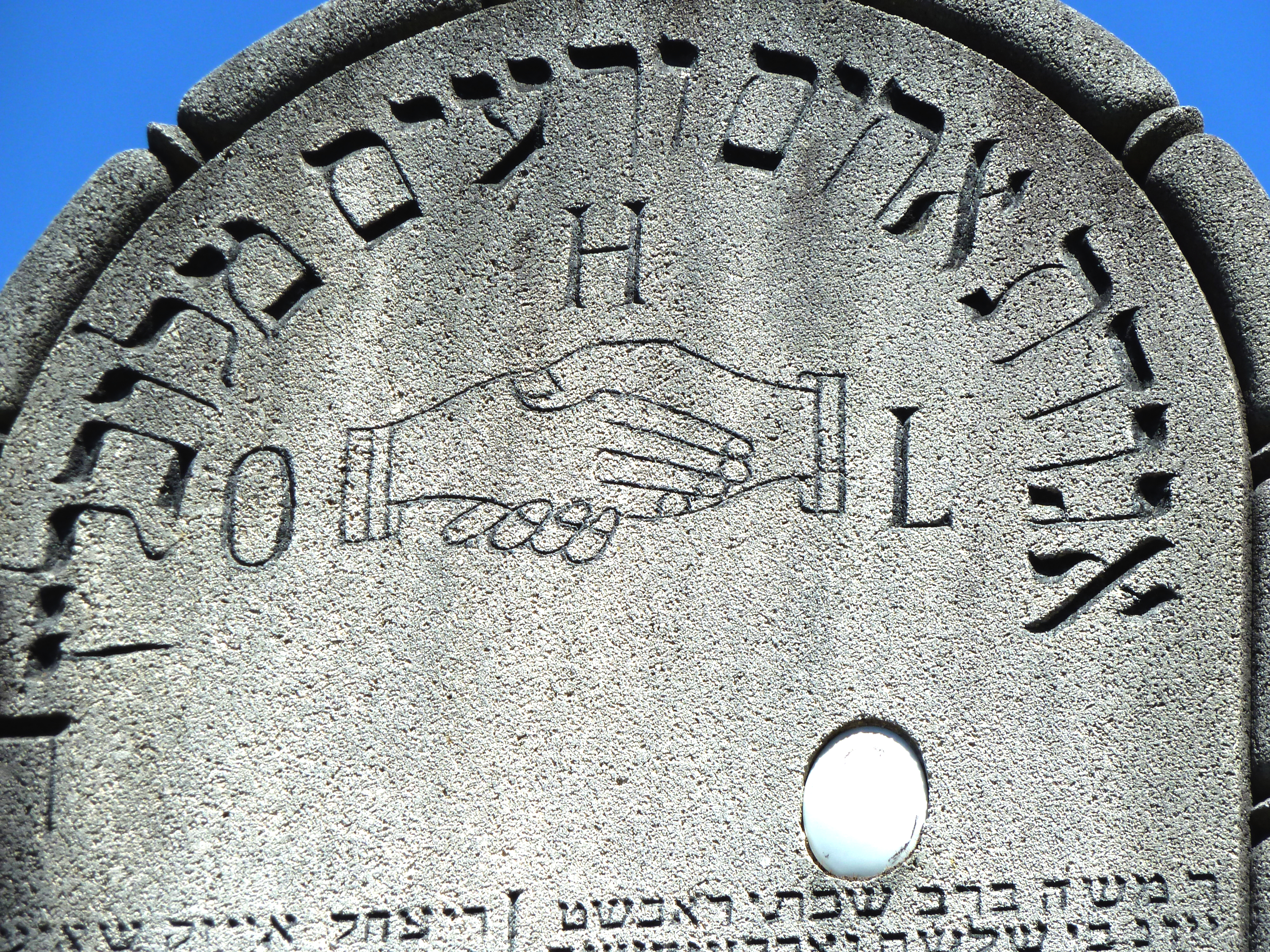
Simbolo di "stretta di mano" su tomba ebraica - L'unione fa la forza, emblema di solidarietà

Il termine neghiah o negiah (in ebraico נגיעה‎?), letteralmente "tocco", è quel concetto della Halakhah (Legge ebraica) che proibisce o limita il contatto fisico con membri del sesso opposto (eccetto che il proprio coniuge, figli, fratelli/sorelle, nipoti, genitori e nonni). La persona che osserva questa halakhah viene colloquialmente descritta con shomer negiah ("osservante della neghiah").
Le leggi della neghiah sono in genere praticate dagli ebrei ortodossi, con diversi livelli di osservanza. Alcuni ebrei ortodossi seguono le leggi con rigorosa modestia e adottano certe misure per evitare contatti accidentali, come per esempio evitare di sedersi accanto a un membro del sesso opposto su un autobus, aereo, o altra situazione simile. Altri sono più indulgenti, evitando solo il contatto intenzionale. Gli aderenti all'Ebraismo conservatore e all'Ebraismo riformato non seguono queste leggi.

## Proibizione biblica ed esegesi successiva
La proibizione di neghiah deriva da due versetti in Levitico: "Nessuno si accosterà (קרב qarab) a una sua consanguinea, per avere rapporti con lei. Io sono il Signore." (Levitico 18:6) e: "Non ti accosterai a donna per scoprire la sua nudità durante l'immondezza mestruale." (Levitico 18:19). Sebbene i versetti usino il genere maschile, le donne sono ugualmente vincolate da questi comandamenti specifici, come del resto sono obbligate praticamente da tutti i comandamenti negativi.
Il primo versetto viene considerato dai Tannaim della Tarda Antichità (70–200 e.v.) come si riferisse ad una proibizione generica di "avvicinarsi" (קרב qarab) a qualsiasi arayot o relazione sessuale proibita, che include la maggioranza dei parenti stretti. Il secondo versetto viene interpretato come si riferisse alla proibizione di "avvicinarsi" a qualsiasi donna che si trovi in stato di Niddah (in mestruazione) [che sia o meno in una delle arayot]. Le stesse azioni sono proibite da entrambi i versetti.
La proibizione contro il contatto fisico con arayot è codificato dai Rishonim tra cui Maimonide (Hilchos Issurei Biah 21:1) e Moses ben Jacob di Coucy (Sefer Mitzvos Gadol 126), che notano la considerazione se il contatto sia fatto con derekh [chibah v']taavah (in ebraico דרך [חבה ו]תאוה‎?) in modo [affezionato o] lussurioso. L'eziologia biblica della proibizione di Maimonide è disputata da Nachmanide, che si riferisce alla derivazione di Levitico 18:6 come un'asmachta (una proibizione rabbinica con allusione biblica) e non vera esegesi.
Maimonide e lo Shulchan Aruch formulano questa proibizione come "abbracciare, baciare, o godere di stretto contatto fisico" ("chibek venashak veneheneh bekiruv basar"). Non indicano che il semplice toccare sia vietato.

## Il termineneghiah
Il termine neghiah viene usato da Yonah ben Abraham Gerondi, nel suo Sha'arei teshuvah (Porte del Pentimento) 3:80.

## Formulazioni contemporanee
Il divieto è stato ulteriormente elaborato da molte autorità halakhiche contemporanee. Ad esempio, la neghiah è oggetto di una serie di quattro importanti responsa di Moshe Feinstein (1959).
Feinstein elabora le due proibizioni alla base delle leggi di neghiah. La prima legge deriva dalla proibizione biblica contro il contatto intimo (קרב qarab) con arayot, come sopra descritto. Poiché tutte le donne oltre gli 11 anni si presume rientrino nella categoria di relazioni illecite a causa delle mestruazioni, ne consegue che la proibizione negiah si estende a tutte le donne che hanno superato quell'età, e non solo alle altre relazioni illecite proibite dal testo biblico. La seconda legge deriva dalla nozione di hirhur, una proibizione contro pensieri sessuali inappropriati. Feinstein proibisce atti come abbracciarsi, baciarsi e tenersi per mano; per quanto riguarda la stretta di mano, si veda sotto.
Come per la maggior parte delle leggi, tali divieti sono derogati per salvare una persona che è in pericolo di vita, ad esempio, per un uomo che salva una donna che stava annegando. In tali casi di pericolo, le proibizioni sono derogate anche se il salvatore è certo che proverà pensieri impuri (Hirhur). Inoltre i medici e altri professionisti come i parrucchieri, possono toccare membri dell'altro sesso nel corso della propria professione.

## Stringersi la mano secondo la Halakhah
Se la Halakhah permetta ad un uomo di stringere la mano di una donna è una questione tuttora dibattuta. Le opinioni variano dal divieto all'uomo di restituire la stretta di mano di una donna, anche se così facendo si imbarazza la persona, al dire che restituire una stretta di mano è consentito per evitare l'imbarazzo, ma non altrimenti, fino a dire la stretta è del tutto ammissibile.
Alcune autorità proibiscono la stretta di mano, anche nel caso si voglia evitare una situazione imbarazzante all'altra persona. Per esempio, il Chazon Ish ha affermato che stringersi la mano tra i due sessi è "assolutamente proibito" [implicando che è vietato in tutte le circostanze]. Tale è anche il parere di Yaakov Yisrael Kanievsky, Moshe Stern Yitzchak Abadi, Yosef Hayyim, e Judah ben Samuel di Ratisbona nel suo Sefer Chassidim.
Feinstein concede il beneficio del dubbio a coloro che restituiscono la stretta di mano, dicendo che costoro apparentemente sostengono che farlo non costituisce derekh khiba v'taavah (דרך חבה ותאוה), ma conclude che è difficile fare affidamento su tale circostanza mitigante. Sebbene Feinstein non abbia affrontato la circostanza attenuante dell'impedire all'altra persona di essere imbarazzata, pur non avendo affermato apertamente che restituire una stretta di mano sia vietato, si ritiene comunemente che Rabbi Moshe vieti la restituzione di una stretta di mano, anche se fatta per evitare di mettere in imbarazzo l'altra persona. Una pubblicazione lo afferma in maniera molto severa.
Il Centro di Sviluppo Professionale della "Yeshivah University", istituto universitario ortodosso moderno, informa i suoi studenti che "la stretta di mano è parte abituale del processo di colloqui. La Halakhah permette il contatto non affettuoso tra uomini e donne, se necessario. Una rapida stretta di mano può essere desunta come forma di protocollo professionale. poiché evitare di stringere la mano molto probabilmente avrebbe un forte effetto negativo sul risultato del colloquio, tale contatto non affettuoso è necessario ed è ammissibile."

### Stringersi la mano e relazioni coi non-osservanti
Menachem Mendel Schneerson scrisse che rimaner fermi nelle proprie convinzioni quando si tratta di stringere la mano a una donna genera il rispetto della controparte. Al contrario, alcune persone ritengono offensivo e scortese l'astenersi dalla stretta di mano col sesso opposto. Alcuni lo reputano addirittura una manifestazione di sessismo. Il caso di una donna la cui offerta di una stretta di mano fu gentilmente rifiutata dal suo agente immobiliare è discusso dall'eticista Randy Cohen sul New York Times. Lo studioso ortodosso e avvocato Michael Broyde, fondatore di Young Israel of Toco Hills (Contea di DeKalb (Georgia)) e professore di Giurisprudenza all'Università Emory, ha dichiarato che nel caso discusso da Cohen, i valori di uguaglianza tra i sessi e quelli di libertà religiosa sono in conflitto. Tuttavia altri asseriscono che "l'intenzione [di tale osservanza è] di elevare e santificare il rapporto tra uomini e donne, che viene fin troppo trivializzato." Lo stesso preciso fenomeno si ritrova in tutte quelle religioni che segregano in base al genere come l'Islam. Sostengono inoltre che, piuttosto che mostrare una mancanza di rispetto per il sesso opposto, le leggi della neghiah riconoscono l'attrazione sessuale inerente tra i sessi e la necessità di evitare la visualizzazione di membri del sesso opposto quali oggetti di desiderio sessuale, se non nel contesto coniugale. Inoltre, la pratica non è discriminatoria, perché "anche le donne ebree strettamente osservanti non toccano gli uomini, cosicché il divieto chiaramente non conferisce lo status di 'intoccabile' ad un sesso piuttosto che ad un altro. Si vieta il contatto fisico tra i sessi nello stesso identico modo." Cohen, d'altra parte, paragona questo argomento allo status di "separati ma uguali" rifiutato nei casi della liberalizzazione (desegregazione) delle scuole.